# Zhoujiashan (köpinghuvudort i Kina, Shaanxi, lat 33,17, long 106,73)
Zhoujiashan är en köpinghuvudort i Kina. Den ligger i provinsen Shaanxi, i den nordvästra delen av landet, omkring 230 kilometer sydväst om provinshuvudstaden Xi'an. Antalet invånare är 19 237. Befolkningen består av 9 711 kvinnor och 9 526 män. Barn under 15 år utgör 13,0 %, vuxna 15-64 år 76 %, och äldre över 65 år 10,0 %.
Runt Zhoujiashan är det ganska tätbefolkat, med 166 invånare per kvadratkilometer. Närmaste större samhälle är Dingjunshan, 7,3 km sydväst om Zhoujiashan. Trakten runt Zhoujiashan består till största delen av jordbruksmark.
Genomsnittlig årsnederbörd är 1 000 millimeter. Den regnigaste månaden är juli, med i genomsnitt 211 mm nederbörd, och den torraste är december, med 2 mm nederbörd.